# Усикова, Рина Павловна
Ри́на Па́вловна У́сикова (11 марта 1933 года, Москва — 14 ноября 2018 года, там же) — российский лингвист, специалист по славистике и балканистике, прежде всего по македонскому языку. Доктор филологических наук (2005), профессор филологического факультета МГУ имени М. В. Ломоносова (2008), иностранный член Македонской академии наук и искусств (1986). Автор около 100 публикаций, в числе которых научные исследования (главным образом, по грамматике и истории македонского литературного языка) и художественные переводы с македонского на русский. Один из авторов и редакторов учебника болгарского языка и македонско-русских словарей.

## Биография
Р. П. Усикова родилась в 1933 году в Москве. Училась на славянском отделении филологического факультета МГУ по специальности болгаристика. После окончания обучения в 1955 году работала редактором издательства иностранных языков, переводчиком-синхронистом на высшем уровне и преподавателем болгарского языка. Затем поступила в аспирантуру Института славяноведения АН СССР. После аспирантуры в 1965 году защитила кандидатскую диссертацию («Морфология имени существительного и глагола в современном македонском литературном языке», научный руководитель С. Б. Бернштейн). В подготовке диссертации по теме, которая практически не исследовалась (нормы македонского литературного языка стали формироваться сравнительно недавно, с 1944 года), были использованы тексты художественной и научной литературы, данные диалектологических исследований и словари. Р. П. Усикова стала первым специалистом по македонскому языку в СССР и первым лингвистом в мировой науке, опубликовавшим исследование по морфологии македонского литературного языка.
В 1965—1966 годах Р. П. Усикова впервые побывала в Македонии. Во время стажировки в совершенстве изучила македонский язык, ориентируясь на речь ведущих режиссёров и актёров Македонского народного театра, занималась изучением истории и культуры македонского народа. Руководителем научных исследований македонского языка у Р. П. Усиковой был профессор Б. Конеский, один из кодификаторов норм македонского литературного языка, помощь в работе ей оказывали такие лингвисты, как Б. Видоеский, Р. Угринова-Скаловская, Р. Паноская. В круг общения Р. П. Усиковой входили македонские литераторы К. Чашуле и И. Точко.
С 1957 года Р. П. Усикова работала на кафедре славянской филологии филологического факультета МГУ. С 1973 года — доцент. В 1971—1989 годах была заведующей межфакультетской кафедрой славянских языков МГУ. В 1990-х годах Р. П. Усикова была приглашённым профессором на кафедре славистики в Университете Святых Кирилла и Мефодия в Скопье, в 1996 году ей было присвоено звание почётного доктора этого университета. В 2005 году стала доктором наук, защитив по совокупности трудов диссертацию «Современный литературный македонский язык как предмет славяноведения и балканистики». В 2008 году стала профессором по кафедре славянской филологии. В 2003—2012 годах являлась членом диссертационной комиссии филологического факультета МГУ.

## Научная деятельность
Р. П. Усикова является одним из ведущих специалистов по македонскому языку в России. В сферу её научных интересов входят грамматика, лексикография и история современного македонского литературного языка, а также сопоставительное изучение славянских языков, прежде всего балканославянских. Кроме того, работы Р. П. Усиковой затрагивают темы социолингвистической ситуации в Республике Македония, изучения и преподавания славянских языков в российских университетах и т. д.
Р. П. Усикова является автором статей «Македонский язык», написанных ей для «Очерков грамматики западнославянских и южнославянских языков» (1977), для «Основ балканского языкознания» (1998) и для издания «Славянские языки» (2005) из серии «Языки мира». Её краткие статьи «Македонский язык» вошли в Большую советскую энциклопедию (3-е издание, том. 15, 1976), в Лингвистический энциклопедический словарь (1990) и в Большую Российскую Энциклопедию (том 18, 2011). Авторству Р. П. Усиковой принадлежит грамматический очерк «Македонский язык» (1985) и фундаментальное описание современного македонского языка «Грамматика македонского литературного языка» (2003).
В соавторстве с другими исследователями Р. П. Усикова подготовила к выпуску учебное пособие по изучению болгарского языка (1985) и македонско-русские словари (в трёх томах, 1997, в одном томе, 2003). Опираясь на опыт преподавания русского языка и теории перевода в Македонии, Р. П. Усикова написала учебник «Русский язык для всех. Курс для продвинутого этапа» (1996).
Статьи Р. П. Усиковой публикуются в периодических изданиях Университета Святых Кирилла и Мефодия в Скопье, Московского государственного университета и других научных учреждений. Р. П. Усикова выступает с докладами на международных славистических конференциях и симпозиумах. В 2007—2012 годах была членом редколлегии журнала Македонски јазик.

## Педагогическая деятельность
Помимо научных исследований Р. П. Усикова занимается также педагогической деятельностью. С 1975 года она возглавила македонскую специализацию на славянском отделении филологического факультета Московского государственного университета. Занимаясь подготовкой филологов-македонистов, Р. П. Усикова преподаёт практический язык, теоретическую грамматику, историю языка, осуществляет научное руководство, обучение теории и практике перевода. Она участвовала в разработке концепции указанных дисциплин, а также составляла программы македонистических курсов.
Р. П. Усикова как научный руководитель участвует в подготовке и защите диссертаций и дипломных работ. Её ученики являются преподавателями в ряде российских и зарубежных высших учебных заведений, включая Московский государственный университет и Университет имени святых Кирилла и Мефодия в Скопье, работают в дипломатических представительствах России, в Посольстве Македонии в Москве, в издательствах, в средствах массовой информации. Трое её учеников защитили кандидатские диссертации по македонистике. М. А. Поварницыной, ученицей Р. П. Усиковой, было введено преподавание македонского языка в Пермском государственном университете.
В 1990-е годы Р. П. Усикова преподавала русский язык на кафедре славистики в Университете Святых Кирилла и Мефодия в Скопье.
В настоящее время Р. П. Усикова читает на кафедре славянской филологии общие курсы («Грамматика македонского языка», «История македонского языка») и спецкурсы («Грамматические категории имени и глагола в современном македонском языке сопоставительно с русским», «Балканославянские языки», «Модальность и темпоральность в македонском языке»), ведёт спецсеминары: «Категории и функционирование форм глагола в македонском языке», «Вид и время македонского глагола», «Проблемы лексикографии македонского литературного языка», «Функциональные стили в современном македонском языке», «Словообразование в македонском литературном языке».

## Переводы
Р. П. Усикова является активным популяризатором македонского языка и культуры в России. Она написала предисловие к сборнику «Македония глазами россиян» (2005). Перевела на русский язык многие произведения македонских литераторов, за что получила премию гильдии македонских переводчиков «Золотое перо».

## Награды
1. Орден Югославского знамени с золотым венком (1989).
2. Медаль за заслуги перед Македонией[макед.] (2007).

## Публикации
1. Усикова Р. П. Морфология имени существительного и глагола в современном македонском литературном языке. — Скопје: Институт македонского языка имени Крсте Мисиркова, 1967. — 111 с.
2. Усикова Р. П. Книга для чтения по болгарскому языку для гуманитарных факультетов (учебное пособие). — М.: Издательство Московского государственного университета, 1978.
3. Усикова Р. П. Македонский язык. Грамматический очерк, тексты для чтения с комментариями и словарем. — Скопје, 1985. — 284 с.
4. Усикова Р. П. О языковой ситуации в Республике Македонии // Язык. Этнос. Культура. — М.: «Наука», 1994. — С. 221—231. — 233 с. — ISBN 5-02-011187-2.
5. Усикова Р. П., Шанова З. К., Поварницына М. А., Верижникова Е. В.[макед.]. Македонско-руски речник. Македонско-русский словарь / Под редакцией Р. П. Усиковой. — Скопје, 1997. — Т. I (А—М). — 559 с. — ISBN 9989-30-250-2.
6. Усикова Р. П., Шанова З. К., Поварницына М. А., Верижникова Е. В.[макед.]. Македонско-руски речник. Македонско-русский словарь / Под редакцией Р. П. Усиковой. — Скопје, 1997. — Т. II (Н—П). — 527 с. — ISBN 9989-30-251-0.
7. Усикова Р. П., Шанова З. К., Поварницына М. А., Верижникова Е. В.[макед.]. Македонско-руски речник. Македонско-русский словарь / Под редакцией Р. П. Усиковой. — Скопје, 1997. — Т. III (Р—Ш). — 587 с. — ISBN 9989-30-252-9.
8. Усикова Р. П., Шанова З. К., Верижникова Е. В.[макед.], Поварницина М. А. Македонско-русский словарь / Под общей редакцией Р. П. Усиковой и Е. В. Верижниковой[макед.]. — М.: «АСТ», 2003. — 848 с. — ISBN 5-17-019326-2, 5-271-06482-4.
9. Усикова Р. П. Грамматика македонского литературного языка. — М., 2003.
10. Усикова Р. П. Южнонославянские языки. Македонский язык // Языки мира. Славянские языки. — М.: Academia, 2005. — С. 102—139. — ISBN 5-87444-216-2.
11. Усикова Р. П. Кон 65-годишнината на литературниот македонски јазик // Зборник во честна проф. д-р Л.Минова-Ґуркова по повод 70 години од раѓањето. — Скопје, 2009. — С. 319—325.
12. Усикова Р. П., Платонова И. В. Об изучении славянских языков в Российских университетах // Славистички студии. — Скопје: Универзитет «Св. Кирил и Методиј»; Филолошки факултет «Блаже Конески»[макед.], 2011. — Вып. 14 (на проф. д-р Борис Марков по повод неговата 85-годишнина Скопје). — С. 133—139.
13. Усикова Р. П. Этапы развития македонского литературного языка (1945—1991 гг.) // Россия (СССР) и Македония: история, политика, культура: 1944—1991 гг. — М., 2013. — С. 214—222.
14. Усикова Р. П. Јазичната ситуација и јазичната политика во Република Македонија // Под ред. М. Каранфиловски. Руско-македонски јазични, литературни и културни врски. — Скопје: Универзитет «Св. Кирил и Методиј»; Филолошки факултет «Блаже Конески»[макед.], 2014. — С. 325—330.
15. Усикова Р. П. Сопоставление литературных южнославянских балканских языков — болгарского и македонского // Stephanos: Сетевое издание / Мультиязычный научный журнал. — 2014. — № 8.